# Artherola sima
Artherola sima är en stekelart som beskrevs av David B. Wahl 1993. Artherola sima ingår i släktet Artherola och familjen brokparasitsteklar. Inga underarter finns listade.